# Pomacanthus asfur

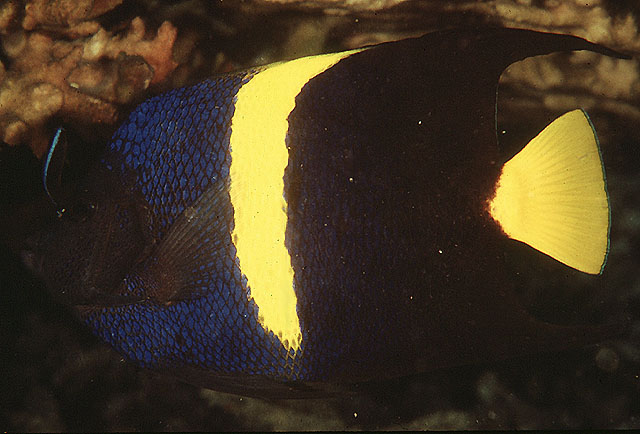
Ejemplar de P. asfur localizado en costas de Florida, EE. UU., proveniente de acuarios

El Pomacanthus asfur es una especie de pez marino perciforme pomacántido. 
Su nombre más común en inglés es Arabian angelfish, o Pez ángel árabe.
Es una especie con un rango de distribución geográfica relativamente amplio, generalmente común, y con poblaciones estables. También es una especie ocasionalmente recolectada para el comercio de acuariofilia.

## Morfología
Es un pez ángel típico, con un cuerpo corto y comprimido lateralmente, y una pequeña boca con dientes como cepillos. Tiene 12 espinas dorsales, entre 19 y 20 radios blandos dorsales, 3 espinas anales, y de 18 a 20 radios blandos anales. Los ángulos posteriores de las aletas dorsal y anal se prolongan con filamentos, que se curvan cuando el animal nada. Cuenta con una robusta espina en el opérculo braquial. 
De adulto, la coloración base del cuerpo y las aletas es azul oscuro a negro, con escamas de color azul iridiscente en la parte trasera del cuerpo. Su característica externa más distintiva es la amplia franja amarilla, que atraviesa la aleta dorsal y desciende estrechándose verticalmente por el cuerpo, hasta casi alcanzar el vientre. Esta librea es muy similar a la especie emparentada P. maculosus, en la que la mancha distintiva no cubre parte de la aleta dorsal. La aleta caudal es amarilla y bordeada marginalmente en azul claro.

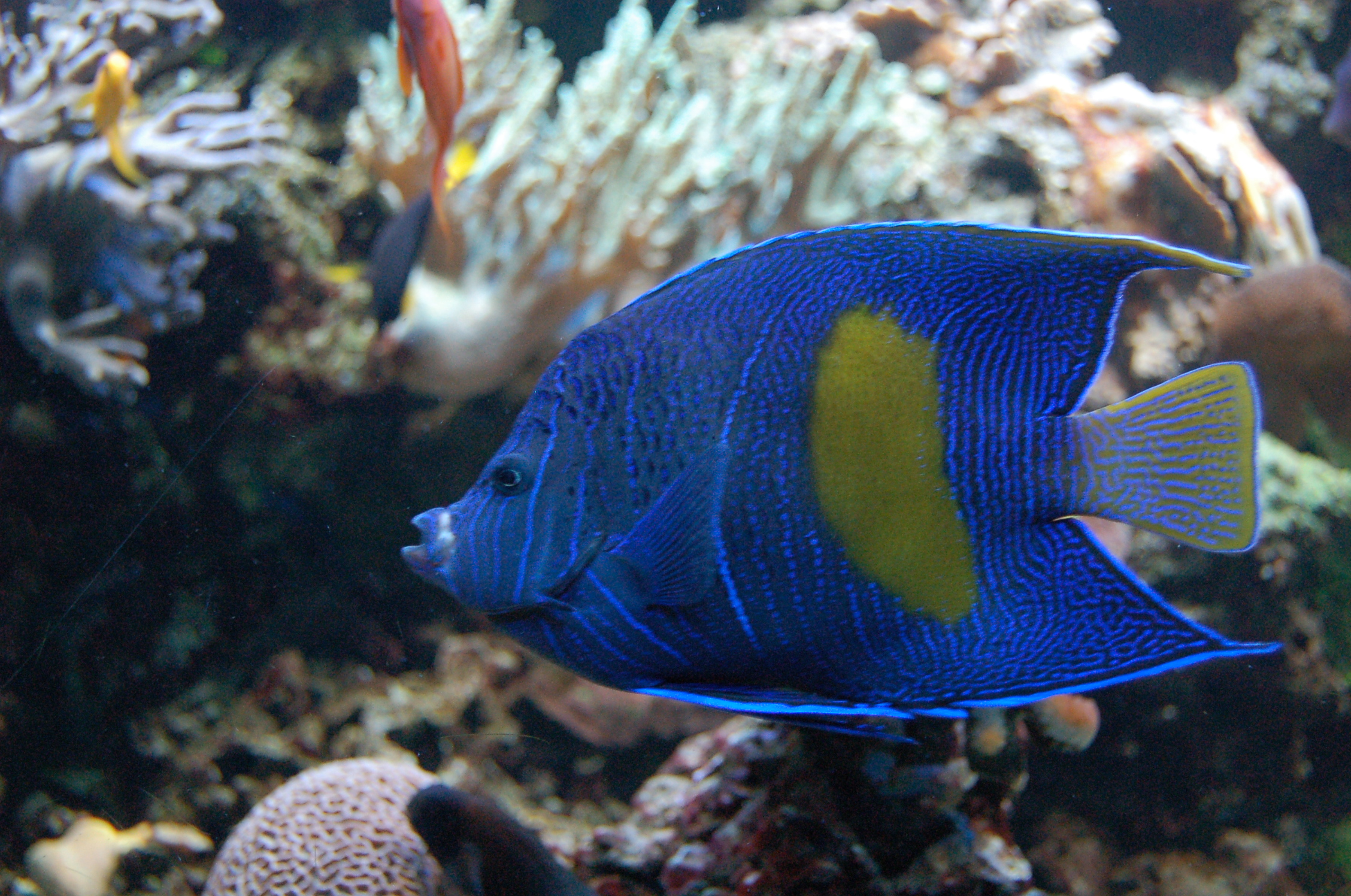
En P. maculosus la franja amarilla no cubre la aleta dorsal

Los especímenes jóvenes, como suele ser habitual en el género, tienen la coloración de la cabeza, cuerpo y aletas negra, y añaden a su librea rayas blancas verticales y curvadas hacia atrás, con otras azules, más estrechas, entre las blancas. Su aleta caudal es transparente.
Los machos, que son mayores que las hembras, miden hasta 40 centímetros de largo.

## Hábitat y comportamiento
Es una especie nerítica, asociada a arrecifes y clasificada como no migratoria. Frecuenta arrecifes interiores semiprotegidos, con rico crecimiento de coral duro y blando, y áreas adyacentes de fondos limosos. Normalmente se encuentra cerca de grandes cuevas o grietas de arrecifes, y raramente se aventura a repetir el mismo refugio.
Es una especie solitaria, relativamente tímida, a la que no es fácil aproximarse. Muy agresiva con ejemplares de su misma especie, salvo que esté emparejada.
Su rango de profundidad es entre 3 y 30 metros.

## Distribución geográfica
Se distribuye en el este del océano Índico. Es especie nativa de Arabia Saudí; Egipto; Eritrea; Israel; Jordania; Kenia; Somalia; Sudán; Tanzania; Yemen y Yibuti. Y se han reportado localizaciones de ejemplares en Omán, que probablemente se trate de individuos vagabundos. También se han reportado visualizaciones de ejemplares en las costas de Florida, EE. UU., provenientes probablemente de acuarios.

## Alimentación
El pez ángel árabe es omnívoro, y se alimenta durante el día, principalmente de esponjas, ascidias y algas.

## Reproducción
Esta especie es dioica y ovípara. La fertilización es externa, desovando en parejas. Las larvas son pelágicas.
No cuidan a sus alevines.
Su resiliencia es de nivel medio y le permite doblar la población en un área en un periodo entre 1.4 y 4.4 años.